# ЦСК ВВС в сезоне 1999
В сезоне 1999 года «ЦСК ВВС» (Самара) впервые завоевал бронзовые медали Чемпионата России.
К титулу команду привел тренерский дуэт: Александра Соловьёва и Виталия Шашкова.
Со спортивной точки зрения чемпионат был провален, но сам факт вызова в сборную страны большого количества игроков клуба и её триумфальное выступление на полях США говорит о том, что в первой половине чемпионата игроки «ЦСК ВВС» берегли себя, чтобы не потерять место в сборной, а во второй половине чемпионата было моральное опустошение после невероятного триумфа.
Для участия в Чемпионате мира по футболу среди женщин 1999 привлекались футболистки клуба: Светлана Петько (вратарь), Наталья Карасёва, Наталья Филиппова, Галина Комарова, Ирина Григорьева, Александра Светлицкая, Татьяна Егорова и Лариса Савина.
| Игрок                     | Матчей | Гол | Минут | Предупреждён |
| ------------------------- | ------ | --- | ----- | ------------ |
| № 8 Ирина Григорьева      | 4      | 1   | 360   | -            |
| № 4 Наталья Карасёва      | 4      | 1   | 360   | 1            |
| № 1 Светлана Петько (вр.) | 4      | −5  | 360   | -            |
| № 16 Наталья Филиппова    | 4      | —   | 360   | -            |
| № 6 Галина Комарова       | 4      | 1   | 314   | -            |
| № 7 Татьяна Егорова       | 4      | —   | 276   | -            |
| № 15 Лариса Савина        | 4      | 1   | 145   | -            |
| № 9 Александра Светлицкая | 3      | —   | 132   | -            |

После окончания Чемпионата мира по футболу среди женщин 1999 состоялся матч Сборная мира—Сборная США, в котором приняла участие игрок ЦСК ВВС Ирина Григорьева
В список «33 лучшие футболистки по итогам сезона 1999 г.» включены 8 футболистов «ЦСК ВВС» (6 из них первые, что свидетельствует о большом превосходстве над чемпионом): Светлана Петько (вратарь, № 1), Наталья Карасёва (левый защитник, № 1), Александра Светлицкая (центральная защитница (задняя), № 2), Наталья Филиппова (центральная защитница (передняя), № 1), Галина Комарова (правый полузащитник, № 1), Ирина Григорьева (центральный полузащитник (опорный), № 1), Татьяна Егорова (центральный полузащитник (под нападающими), № 1) и Лариса Савина (левый нападающий, № 2).

## Изменения в составе
По сравнению с 1998 годом в составе клуба произошли следующие изменения:
- УШЛИ:
  - Наталья Сухорукова в клуб «Дончанка» (Донецк ), защитница, в 1996—1998 гг. провела за «ЦСК ВВС» 42 матча в ЧР, забила 5 мячей[4]
  - Елена Головко в клуб «Дончанка» (Донецк ), полузащитница, в 1996—1998 гг. провела за «ЦСК ВВС» 48 матчей в ЧР, забила 4 мяча[5]
  - Елена Кононова в клуб «Чертаново» (Москва), нападающая, в 1996—1998 гг. провела за «ЦСК ВВС» 38 матчей в ЧР, забила 49 мячей (в матче 04.05.1999 забила  45′ в ворота «ЦСК ВВС»).
- ПРИШЛИ
  - Наталья Карасёва из клуба «Кубаночка» (Краснодар);
  - Ольга Кремлева из клуба «Идель» (Уфа)

## Календарь
1 этап
2 этап

## Результаты выступлений
| Этап           | Место | И  | В | Н | П | М     | О  | Кубок России | Бомбардир           |
| -------------- | ----- | -- | - | - | - | ----- | -- | ------------ | ------------------- |
| 1 этап         | 3     | 14 | 9 | 3 | 2 | 31-13 | 30 | 1/2 финала   | -8 Ирина Григорьева |
| Финальный этап |       | 6  | 1 | 0 | 5 | 9-13  | 3  | 1/2 финала   | -8 Ирина Григорьева |

## Бронзовые призёры России
| № |             | Поз. | Имя                    | Год рождения |
| - | ----------- | ---- | ---------------------- | ------------ |
|   | Флаг России | Вр   | Светлана Петько        | 06.06.1970   |
|   | Флаг России | Нап  | Юлия Матвеева          | 29.04.1975   |
|   | Флаг России | ПЗ   | Марина Примак          | 21.02.1972   |
|   | Флаг России | Защ  | Орынбасар Дауренбекова | 03.09.1968   |
|   | Флаг России | Защ  | Наталья Филиппова      | 02.07.1975   |
|   | Флаг России | ПЗ   | Сауле Джарболова       | 23.10.1973   |
|   | Флаг России | Нап  | Ирина Григорьева       | 21.01.1972   |
|   | Флаг России | Нап  | Александра Светлицкая  | 20.08.1971   |
|   | Флаг России | ПЗ   | Татьяна Егорова        | 10.03.1970   |

| № |             | Поз. | Имя               | Год рождения |
| - | ----------- | ---- | ----------------- | ------------ |
|   | Флаг России | Нап  | Лариса Савина     | 25.11.1970   |
|   | Флаг России | ПЗ   | Лилия Васильева   | 13.03.1974   |
|   | Флаг России | ПЗ   | Наталья Дорошева  | 01.06.1970   |
|   | Флаг России | Защ  | Разия Нуркенова   | 04.05.1968   |
|   | Флаг России | Вр   | Мария Пигалева    | 19.02.1981   |
|   | Флаг России | ПЗ   | Галина Комарова   | 12.08.1977   |
|   | Флаг России | Защ  | Кулистан Боташова | 30.07.1967   |
|   | Флаг России | ПЗ   | Олеся Терёшина    | 04.04.1982   |
|   | Флаг России | ПЗ   | Наталья Карасёва  | 30.04.1977   |